# Campaña de Qundūz
La campaña de Qundūz se desarrolló desde abril de 2009 hasta diciembre de 2014. Aunque el norte de Afganistán es relativamente pacífico comparado con las zonas de guerra total en el sur del país, la situación de seguridad en la provincia de Qundūz se deterioró y se le solicitó al Mando Regional Norte dirigido por Alemania que iniciara una serie de operaciones para asumir la creciente insurgencia. Las operaciones comenzaron después de un ataque insurgente al Equipo de Reconstrucción Provincial (PRT) de Qundūz sólo unos minutos después de que la canciller alemana Angela Merkel se fuera de una visita.